# A Babar epizódjainak listája
Ez a lap a Babar című rajzfilmsorozat epizódjait mutatja be.

## Évados áttekintés
| Évad | Évad | Epizód | Évadpremier          | Évadfinálé         |
| ---- | ---- | ------ | -------------------- | ------------------ |
|      | 1    | 13     | 1989. április 2.     | 1989. június 24.   |
|      | 2    | 13     | 1989. augusztus 8.   | 1989. november 2.  |
|      | 3    | 13     | 1990. április 1.     | 1990. június 24.   |
|      | 4    | 13     | 1991. január 7.      | 1991. április 1.   |
|      | 5    | 13     | 1991. április 8.     | 1991. június 5.    |
|      | 6    | 13     | 2000. szeptember 23. | 2000. december 16. |

## Évadok

### Első évad
| #  | Magyar cím                   | Eredeti cím                              | Eredeti cím              | Magyar bemutató                                 | Eredeti bemutató  |
| #  | Magyar cím                   | franciául                                | angolul                  | Magyar bemutató                                 | Eredeti bemutató  |
| -- | ---------------------------- | ---------------------------------------- | ------------------------ | ----------------------------------------------- | ----------------- |
| 1  | Babar első hőstette          | Premiers pas de Babar                    | Babar's First Step       | 1992. június 12.                                | 1989. április 2.  |
| 2  | Babar a városban             | Babar à la ville                         | City Ways                | 1992. június 19.                                | 1989. április 9.  |
| 3  | Újra az erdőben              | Le Retour de Babar                       | Babar Returns            | 1992. június 26.                                | 1989. április 16. |
| 4  | Elefántváros                 | La Cité des éléphants                    | The City of Elephants    | 1992. július 3.                                 | 1989. április 23. |
| 5  | Babar diadala                | Le Triomphe de Babar                     | Babar's Triumph          | 1992. július 10.                                | 1989. április 30. |
| 6  | Babar választása             | Choix de Babar                           | Babar's Choice           | 1991. november 9. (MTV1) 1992. július 17. (HBO) | 1989. május 7.    |
| 7  | Utazás a Holdba              | La Conquête de la lune                   | Race to the Moon         | 1992. július 24.                                | 1989. május 14.   |
| 8  | Otthon a legjobb…            | On n'est jamais aussi bien que chez soi… | No Place Like Home       | 1992. július 31.                                | 1989. május 21.   |
| 9  | Az elefánt legjobb barátja   | Le Meilleur Ami des éléphants            | An Elephants Best Friend | 1992. augusztus 7.                              | 1989. május 28.   |
| 10 | A műsornak folytatódnia kell | Que la fête continue                     | The Show Must Go On      | 1992. augusztus 14.                             | 1989. június 3.   |
| 11 | Koncert két zongorára        | Babar pianiste                           | To Duet or not to Duet   | 1992. augusztus 21.                             | 1989. június 10.  |
| 12 | Az eltűnt korona esete       | L'Affaire de la couronne                 | The Missing Crown Affair | 1992. augusztus 28.                             | 1989. június 17.  |
| 13 | Az Operaház fantomja         | Le Fantôme                               | The Phantom              | 1992. szeptember 4.                             | 1989. június 24.  |

### Második évad
| #  | #  | Magyar cím               | Eredeti cím                        | Eredeti cím          | Magyar bemutató      | Eredeti bemutató     |
| #  | #  | Magyar cím               | franciául                          | angolul              | Magyar bemutató      | Eredeti bemutató     |
| -- | -- | ------------------------ | ---------------------------------- | -------------------- | -------------------- | -------------------- |
| 14 | 1  | Az ajándék               | Le Plus Beau Cadeau du monde       | The Gift             | 1992. szeptember 11. | 1989. augusztus 20.  |
| 15 | 2  | Nehéz napok az iskolában | La Rentrée des classes             | School Days          | 1992. szeptember 18. | 1989. augusztus 27.  |
| 16 | 3  | Barátok között           | Les Meilleurs Amis du monde        | Between Friends      | 1992. szeptember 25. | 1989. szeptember 3.  |
| 17 | 4  | Nehéz döntés             | Halte à la pollution               | King Tuttle's Vote   | 1992. október 2.     | 1989. szeptember 10. |
| 18 | 5  | Az elefánt expressz      | En route pour Célesteville         | Elephant Express     | 1992. október 9.     | 1989. szeptember 17. |
| 19 | 6  | Cinkos barátság          | Le Chef de bande                   | Peer Pressure        | 1992. október 16.    | 1989. szeptember 24. |
| 20 | 7  | A kerékpárverseny        | La Grande Course de Célesteville   | Tour De Celesteville | 1992. október 23.    | 1989. október 1.     |
| 21 | 8  | Rinocéroszháború         | Les rhinocéros s'en vont en guerre | Rhino War            | 1992. október 30.    | 1989. október 8.     |
| 22 | 9  | Megkettőzött őrség       | Les Anges gardiens                 | Double the Guards    | 1992. november 6.    | 1989. október 15.    |
| 23 | 10 | Majomheccek              | Babar fait le singe                | Monkey Business      | 1992. november 13.   | 1989. október 22.    |
| 24 | 11 | A betolakodó             | Au voleur                          | The Intruder         | 1992. november 20.   | 1989. október 29.    |
| 25 | 12 | Konga, a rettentő        | L'Île déserte                      | Conga the Terrible   | 1992. november 27.   | 1989. november 5.    |
| 26 | 13 | Emlékszel, amikor…?      | Souvenirs, souvenirs               | Remember When…?      | 1992. december 4.    | 1989. november 12.   |

### Harmadik évad
| #  | #  | Magyar cím                    | Eredeti cím                    | Eredeti cím                  | Magyar bemutató    | Eredeti bemutató  |
| #  | #  | Magyar cím                    | franciául                      | angolul                      | Magyar bemutató    | Eredeti bemutató  |
| -- | -- | ----------------------------- | ------------------------------ | ---------------------------- | ------------------ | ----------------- |
| 27 | 1  | Az új családtag               | L'Arrivée du bébé éléphant     | Special Delivery             | 1992. december 11. | 1990. április 1.  |
| 28 | 2  | A Szelesztína-városi hírmondó | Flore reporter                 | The Celesteville Enquirer    | 1992. december 18. | 1990. április 8.  |
| 29 | 3  | A legjobb az egyenes út       | Où est passé Isabelle          | To Tell Or Not to Tell       | 1992. december 25. | 1990. április 15. |
| 30 | 4  | A boszorkány varázsitala      | La Potion miracle              | Witches Potion               | 1993. január 1.    | 1990. április 22. |
| 31 | 5  | Nehéz apának lenni            | Tels pères, tels fils          | Fathers and Sons             | 1993. január 8.    | 1990. április 29. |
| 32 | 6  | Artúr bácsi és a kalózok      | Oncle Arthur et les pirates    | Uncle Arthur and the Pirates | 1993. január 15.   | 1990. május 6.    |
| 33 | 7  | A vacsorameghívás             | Un dîner chez Rataxes          | My Dinner With Rataxes       | 1993. január 22.   | 1990. május 13.   |
| 34 | 8  | Az aranypénz                  | La Promesse                    | The Coin                     | 1993. január 29.   | 1990. május 20.   |
| 35 | 9  | A talizmán                    | Une vie de rêve                | A Charmed Life               | 1993. február 5.   | 1990. május 27.   |
| 36 | 10 | Mese a legkedvesebb fiúról    | La Grande Histoire d'Alexandre | A Tale of Two Siblings       | 1993. február 12.  | 1990. június 3.   |
| 37 | 11 | Az édesvízi tengeri szörny    | Le Serpent d'eau douce         | The Unsalted Sea Serpent     | 1993. február 13.  | 1990. június 10.  |
| 38 | 12 | Királyi kísértet              | Fantôme d'un jour              | Ghost for a Day              | 1993. február 14.  | 1990. június 17.  |
| 39 | 13 | Régi szép idők                | Comme au bon vieux temps       | Boys Will Be Boys            | 1993. február 15.  | 1990. június 24.  |

### Negyedik évad
| #  | #  | Magyar cím             | Eredeti cím                        | Eredeti cím           | Magyar bemutató   | Eredeti bemutató  |
| #  | #  | Magyar cím             | franciául                          | angolul               | Magyar bemutató   | Eredeti bemutató  |
| -- | -- | ---------------------- | ---------------------------------- | --------------------- | ----------------- | ----------------- |
| 40 | 1  | Nagy Adorján, a király | Alexandre le grand                 | Alexander the Great   | 1993. február 16. | 1991. január 7.   |
| 41 | 2  | Szerepcsere            | À chacun sa place                  | Cruel to Be Kind      | 1993. február 17. | 1991. január 14.  |
| 42 | 3  | A két királynő         | Reines d'un jour                   | A Pair of Queens      | 1993. február 18. | 1991. január 21.  |
| 43 | 4  | Az evezősverseny       | Les Rois de l'aviron               | Rowing Pains          | 1993. február 19. | 1991. január 28.  |
| 44 | 5  | Műkincsrablás          | Un objet d'art                     | Arthur's Object       | 1993. február 20. | 1991. február 4.  |
| 45 | 6  | Teljes a család        | Deux rhinocéros et un couffin      | The Diaperman Cometh  | 1993. február 21. | 1991. február 11. |
| 46 | 7  | Repül az idő           | La Machine à remonter le temps     | Time Flies            | 1993. február 22. | 1991. február 18. |
| 47 | 8  | Biztonsági rendszer    | Le Système d'alarme                | Insecurity System     | 1993. február 23. | 1991. február 25. |
| 48 | 9  | A két várúr            | Roi d'un jour                      | Kings of the Castle   | 1993. február 24. | 1991. március 4.  |
| 49 | 10 | Az aranybánya          | Si ce n'est le tien, c'est le mien | What's Mine Is Mine   | 1993. február 25. | 1991. március 11. |
| 50 | 11 | Az agyaras Pimpernel   | Le Pachyderme écarlate             | The Scarlet Pachyderm | 1993. február 26. | 1991. március 18. |
| 51 | 12 | Próba szerencse        | La fête est finie                  | All Played Out        | 1993. március 5.  | 1991. március 25. |
| 52 | 13 | Botrány a rádiónál     | Émeute radiophonique               | Radio Riot            | 1993. március 12. | 1991. április 1.  |

### Ötödik évad
| #  | #  | Magyar cím                  | Eredeti cím               | Eredeti cím                      | Magyar bemutató   | Eredeti bemutató  |
| #  | #  | Magyar cím                  | franciául                 | angolul                          | Magyar bemutató   | Eredeti bemutató  |
| -- | -- | --------------------------- | ------------------------- | -------------------------------- | ----------------- | ----------------- |
| 53 | 1  | Artúr, a feltaláló          | L'Invention du siècle     | The Lead Blimp                   | 1993. március 19. | 1991. április 8.  |
| 54 | 2  | A segélycsapat              | Un coup de main           | Helping Hands                    | 1993. március 26. | 1991. április 15. |
| 55 | 3  | Horgászik a család          | À belles dents            | The One That Got Away            | 1993. április 2.  | 1991. április 22. |
| 56 | 4  | A két kosaras               | Les Joies du sport        | Every Basket Has a Silver Lining | 1993. április 9.  | 1991. április 29. |
| 57 | 5  | A szappandoboz-nagydíj      | Victor Victorieux         | Victor Victorious                | 1993. április 16. | 1991. május 6.    |
| 58 | 6  | A rejtőzködő hős            | Le Héros méconnu          | The Unsung Hero                  | 1993. április 23. | 1991. május 13.   |
| 59 | 7  | Baráti egyetértés           | Accord à l'amiable        | Friendly Agreement               | 1993. április 30. | 1991. május 20.   |
| 60 | 8  | Ó, ha felnőtt lennék!       | La vieille dame disparaît | Oh, to be an Adult               | 1993. május 7.    | 1991. május 27.   |
| 61 | 9  | Az idős hölgy elrablása     | La vie des grands         | The Old Lady Vanishes            | 1993. május 14.   | 1991. június 1.   |
| 62 | 10 | A havasok titokzatos lakója | Un enfant dans la neige   | A Child in the Snow              | 1993. május 21.   | 1991. június 2.   |
| 63 | 11 | UFO-k pedig nincsenek       | Tiens, voilà les martiens | Never Cry Alien                  | 1993. május 28.   | 1991. június 3.   |
| 64 | 12 | Robotőrület                 | Le Robot en folie         | Robot Rampage                    | 1993. június 4.   | 1991. június 4.   |
| 65 | 13 | Mangó tangó                 | Mango Dingo               | Mango Madness                    | 1993. június 25.  | 1991. június 5.   |

### Hatodik évad
| #  | #  | Magyar cím              | Eredeti cím                    | Eredeti cím               | Magyar bemutató    | Eredeti bemutató     |
| #  | #  | Magyar cím              | franciául                      | angolul                   | Magyar bemutató    | Eredeti bemutató     |
| -- | -- | ----------------------- | ------------------------------ | ------------------------- | ------------------ | -------------------- |
| 66 | 1  | Az indulás              | Le Départ                      | The Departure             | 2000. december 24. | 2000. szeptember 23. |
| 67 | 2  | Kaland a nagy szigeten  | La Grande Île                  | Adventures on Big Island  | 2000. december 31. | 2000. szeptember 30. |
| 68 | 3  | A játékok szigete       | Au pays des jeux               | Land of Games             | 2001. január 7.    | 2000. október 7.     |
| 69 | 4  | A játékszerek földje    | Au pays des jouets             | Land of Toys              | 2001. január 14.   | 2000. október 14.    |
| 70 | 5  | A jég földje            | Au pays de glace               | Land of Ice               | 2001. január 21.   | 2000. október 21.    |
| 71 | 6  | A kalózok földje        | Au pays des pirates            | Land of Pirates           | 2001. január 28.   | 2000. október 28.    |
| 72 | 7  | A boszorkányok földjén  | Au pays des sorcières          | Land of Witches           | 2001. február 4.   | 2000. november 4.    |
| 73 | 8  | A rejtélyes víz földje  | Au pays des eaux mystérieuses  | Land of Mysterious Water  | 2001. február 11.  | 2000. november 11.   |
| 74 | 9  | A földalatti világ      | Au pays du souterrain          | Land of The Underground   | 2001. február 18.  | 2000. november 18.   |
| 75 | 10 | A vízalatti világ       | Au pays des fonds marins       | The Seabed Land           | 2001. február 25.  | 2000. november 25.   |
| 76 | 11 | A nasik földje          | Au pays des délices            | Land of the Treats        | 2001. március 4.   | 2000. december 2.    |
| 77 | 12 | A kincsvadászok földjén | Au pays de la chasse au trésor | Land of the Treasure Hunt | 2001. március 11.  | 2000. december 9.    |
| 78 | 13 | A boldogság földje      | Au pays du bonheur             | Land of Happiness         | 2001. március 18.  | 2000. december 16.   |